# التعلم المتسلسل
التعلم المتسلسل هو مجموعة العمليات المعرفية والعصبية المتضمنة في التعرف على الترتيب الصحيح للأحداث والمحفزات.
التعلم المتسلسل في علم النفس المعرفي متأصل في قدرة الإنسان لأنه من أركان التعلم الواعي وغير الواعي. وهو مستعمل في العديد من المهام اليومية: من تسلسل الأصوات في الكلام، إلى تسلسل الحركات في الكتابة أو العزف على الآلات، إلى تسلسل الأفعال في قيادة السيارة.